# Famille Niczky
La famille Niczky de Niczk (en hongrois : niczki Niczky család) était une famille aristocratique hongroise.